# Magníficos
Banda Magníficos é uma banda de forró eletrônico criada em 1995 na cidade de Monteiro, no interior da Paraíba.

## Informações gerais
Com mais de 20 anos de carreira, a banda é uma das mais bem sucedidas no gênero de forró eletrônico e dona de grandes sucessos como: "Me Usa", "Apaixonada", "Verdadeiro Amor", "É Chamego ou Xaveco?", "Sonhar", "Carta Branca", "O Encanto", "Grande Amor da Minha Vida", "Tentando Me Evitar",  "Telefone Fora de Área" , "Fonte dos Desejos", "Frente a Frente", "Fora de Mim", "De Bandeja", "Animal Faminto", "O Primeiro Beijo", "Essa Paixão Virou Chiclete", "Só Depende de Nós", "Muito Pra Te Dar", "Você Nunca Me Amou", "Jogado na Rua" dentre outros.
O sucesso da banda de forró romântico resultou em oito  milhões de cópias vendidas e certificações por vendas de gravação musical, que renderam vários discos de ouro, um de platina e um de platina duplo. Teve como formação clássica: Walkyria Santos, Neno e Luciene Melo onde gravaram os maiores sucessos da banda nos anos 1996 até 2000, quando a banda passou por reformulações com a chegada de Sâmya Maia e outros vocalistas, mas mantendo sua essência e seu sucesso até os dias atuais. Atualmente a banda conta nos vocais: Fernando Frajola, Samara Souto e Larissa Ferreira.

## Biografia
Tudo começou há quase trinta anos, na cidade de Monteiro, interior da Paraíba, quando José Inácio da Silva (Jotinha), ganhou de presente do seu pai uma pequena sanfona de apenas 60 baixos. Empolgado com o presente, aprendeu as primeiras notas musicais e a tocar alguns clássicos do forró como "Asa Branca" e "Mulher Rendeira". Contagiados pela música e incentivados por Jotinha, os irmãos Josivaldo, Van e Neno, também aprenderam a tocar alguns instrumentos musicais, passando a animar festas em sítios e salões da cidade. Antes de ingressarem no mundo artístico, os irmãos já trabalhavam aos oito anos de idade, engraxando sapatos, carregando feira em carroça e vendendo picolé. Com quinze anos, Jotinha conseguiu um emprego como menor estagiário no Banco do Brasil de Monteiro/PB. ‘Todo dinheiro arrecadado tinha destino certo: Investir na carreira musical’, informa Jotinha, lembrando que ‘No início, tudo foi conquistado com muito sacrifício e persistência, mas logo as pessoas começaram a gostar do nosso trabalho e o boca a boca fez surgir os convites para apresentações em várias cidades da região’. Com o aumento da demanda, Jotinha deixou de participar como sanfoneiro e passou a administrar o grupo, contratando mais pessoas para fazerem parte do mesmo. Através de pesquisa realizada em um dicionário encontrou a palavra (magnífico) que ajudou a identificar a MARCA de sua empresa. A partir daí surgiu a Banda Magníficos.

### Linha do tempo
- Em 1995, a Banda lançou o seu primeiro CD Independente, intitulado Todo Dia Te Querer, que tinha como carro chefe a música "Amor pra Sempre" que, devido as dificuldades no início, foi divulgado apenas nas emissoras de rádio da Paraíba.
- Em 1996, foi lançado o 2º álbum, intitulado Meu Tesão É Você, que fez um grande sucesso em todo o Nordeste e chegou a vender mais de 200 mil cópias, despertando o interesse da gravadora Sony Music, que não mediu esforços para contratar a banda.
- Em 1997, já através da Sony Music, a Banda Magníficos lançou seu terceiro CD intitulado  Me Usa e foi premiada com o Disco Duplo de Platina, referente a vendagem superior a 500 mil cópias. Nesse mesmo ano, entra a nova vocalista Luciene Melo, formando junto com Walkyria e Neno o trio de vozes que marcou a banda.[7]
- Em 1998 é lançado o disco Fonte dos Desejos que foi sucesso em todo o Brasil. A banda ganhou disco de ouro no programa Planeta Xuxa da Rede Globo.
- Depois vieram os álbuns Magníficos Ao Vivo, Magníficos 2000, Tô no Ponto, Ao Vivo e Inéditas, O Encanto, É Chamego Ou Xaveco?, Uma História de Sucesso (o primeiro DVD do grupo), A Preferida do Brasil, Essa Paixão Virou Chiclete , Telefone Fora de Área, A Preferida Ao Vivo (áudio do segundo DVD), O Primeiro Beijo, Do Jeito Que Você Merece, Top 25: Ao Vivo e Inéditas, Tour 2016, Vaga 52, Saudade Também Chorava, Different, Magníficos na Praia e A Preferida do Brasil Ao Vivo (quinto DVD oficial da banda).
- Em 11 de outubro de 2014, Walkyria deixa a banda novamente, sendo substituída por Adma Andrade.[8]
- Em 2015, a banda completa 20 anos de história.
- Em julho de 2018, a vocalista Sâmya Maia deixa a banda e O'hara Ravick assume à frente feminina dos vocais, ao lado de Fernando Frajola.[9]
- Em 18 de março de 2023, a banda Magníficos anunciou a inclusão de Samara Souto como sua nova vocalista, em substituição à cantora O'hara Ravick, que optou por sair do grupo para ingressar na Banda Calcinha Preta.[10]
- Em 11 de outubro de 2023, a banda gravou DVD “A Preferida do Brasil” em show gratuito no aniversário de Campina Grande.[11][12][13]

## Discografia

### Álbuns em estúdio
- 1995: Todo Dia Te Querer
- 1996: Meu Tesão é Você
- 1997: Me Usa -  2× Platina[4]
- 1998: Fonte dos Desejos -   Ouro
- 1999: Frente a Frente -   Ouro [4]
- 2000: Magníficos 2000
- 2001: Tô no Ponto
- 2003: O Encanto
- 2004: É Chamego ou Xaveco?
- 2006: A Preferida do Brasil
- 2007: Essa Paixão Virou Chiclete
- 2008: Telefone Fora de Área
- 2015: Do Jeito Que Você Merece
- 2017: Vaga 52
- 2018: Saudade Também Chorava
- 2019: Different (DVD)
- 2025: Inéditas e Releituras (Audiovisual)

### Álbuns ao vivo
- 1998: Magníficos Ao Vivo   Ouro
- 2002: Magníficos Ao Vivo e Inéditas
- 2005: Uma História de Sucesso (DVD)
- 2009: A Preferida Ao Vivo (DVD)
- 2010: Magníficos: CD  Promocional
- 2012: O Primeiro Beijo
- 2015: Top 25 Ao Vivo e Inéditas
- 2016: Tour 2016: CD Promocional
- 2022: Magníficos Na Praia (DVD)
- 2024: A Preferida do Brasil Ao Vivo (DVD)

### Compilações
- 1999: Os Melhores Sucessos
- 2000: Vinteum: 21 Grandes Sucessos
- 2015: Super Seleção
- 2016: As Dez Mais
- 2018: Edição Especial